# Jacob Neestrup
Jacob "Nees" Neestrup Hansen (født 8. marts 1988 i København, Danmark) er en tidligere dansk fodboldspiller og nuværende cheftræner i F.C. København.

## Karriere som spiller
Der er for få eller ingen kildehenvisninger i denne artikel, hvilket er et problem. Du kan hjælpe ved at angive troværdige kilder til de påstande, som fremføres i artiklen.

Han spillede sin første kamp for FC København den 20. september 2006, som dog endte med en skade der holdt ham ude i 8 måneder.[kilde mangler]
I sommeren 2007 blev han forfremmet til førsteholdet.[kilde mangler] Efter at have kommet sig over sin skade, fik han sin ligadebut i sæsonens sidste kamp mod Vejle Boldklub.[kilde mangler]
Skader prægede imidlertid Neestrups aktive karriere, som han herefter måtte opgive.[kilde mangler]

## Karriere som træner
Neestrup blev tilknyttet FC Københavns talentudviklingsprogram School of Excellence, hvor han som 27-årig blev cheftræner for klubbens U17-hold. Jacob Neestrup førte i sæsonen 15/16 FC Københavns U17 hold til DM guld, hvor de gik igennem sæsonen uden nederlag.
I sommerpausen efter 2017/18 sæsonen tiltrådte Neestrup som assistenttræner for klubbens førstehold.
Den 20. juni 2019 blev Neestrup præsenteret som ny cheftræner i Viborg FF.
Den 22. December 2020 skiftede Neestrup jobbet som cheftræner for Viborg FF ud med et job som assistenttræner hos FC København.
Efter fyring af Jess Thorup annoncerede FC København samtidig, at man har gjort Neestrup til klubbens nye cheftræner.